# Michel Vanhaecke
Michel Vanhaecke (né le 24 septembre 1971 à Bruges) est un ancien coureur cycliste belge.

## Palmarès
- 1989
  - 10e du championnat du monde sur route juniors
- 1990
  -  Champion de Belgique sur route militaires
- 1991
  - Flèche du port d'Anvers
- 1992
  - De Drie Zustersteden
  - 2e du Championnat des Flandres
  - 3e de Gand-Wervik
- 1993
  - 3e de Cholet-Pays de Loire
- 1994
  - Circuit Escaut-Durme
  - 2e du championnat de Belgique sur route
- 1995
  - Grand Prix Beeckman-De Caluwé
  - 3e de Paris-Camembert
- 1996
  - Circuit du Pays de Waes
- 1997
  - Bruxelles-Ingooigem
  - Le Samyn
- 1999
  - Flèche côtière
  - Championnat des Flandres
  - 2e du Circuit Mandel-Lys-Escaut
  - 2e de la Nokere Koerse
  - 2e du Hel van het Mergelland
  - 2e d'À travers la Belgique
  - 2e du Tour de Düren
  - 2e du Grand Prix Jef Scherens
  - 2e du championnat de Belgique sur route
- 2000
  - Flèche hesbignonne
  - 3e étape du Tour de la Somme
  - Grand Prix de la ville de Zottegem
  - Course des raisins
  - 2e du Grand Prix Pino Cerami
  - 2e de la Ruddervoorde Koerse
  - 2e du Tour de la Haute-Sambre
  - 3e de la Flèche côtière
  - 3e du Tour de la Somme
  - 3e du Circuit Mandel-Lys-Escaut
- 2001
  - Nokere Koerse
  - Belsele-Puivelde
  - Flèche du port d'Anvers
  - 3e du championnat de Belgique sur route
- 2002
  - 3e du Circuit Het Volk
- 2003
  - 4e étape de la Course de la Solidarité olympique
- 2005
  - Champion de Flandre-Occidentale sur route
- 2006
  - Champion de Flandre-Occidentale sur route
  - 2e du Grand Prix Etienne De Wilde
  - 2e de la Wingene Koers
  - 3e de Gand-Staden